# Halkirk
Halkirk (en gaèlic escocès: Hacraig) és un llogaret situat al riu Thurso al comtat històric de Caithness, en el consell unitari dels Highland a Escòcia, Regne Unit. Des de la carretera B874 se situa Thurso cap al nord i Georgemas cap a l'est. Halkirk es troba dins de la parròquia de Halkirk, i es diu per la gent local que va ser el primer llogaret planejat d'Escòcia.
Va ser en el seu moment el lloc on hi havia la catedral de la Diòcesi de Caithness, però va ser traslladada a Dornoch al segle xiii. No hi ha restes de la primera església i de la seu del bisbe.

## Galeria d'imatges

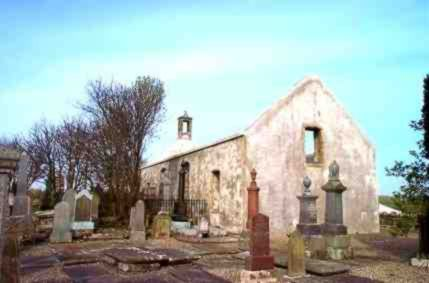
Antiga església parroquial
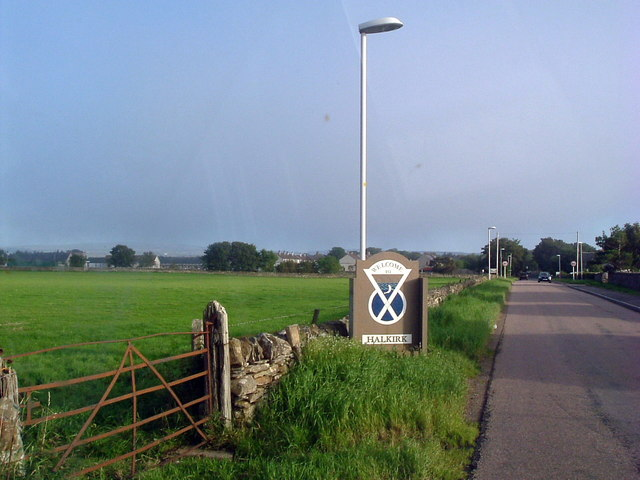
Accés a Halkirk
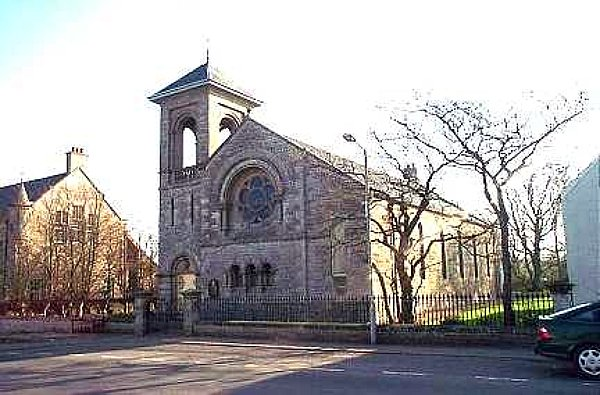
Església parroquial d'Halkirk i Westerdale